# 寺尾規矩郎
寺尾 規矩郎（てらお きくろう、1870年8月15日〈明治3年7月19日〉 - 1944年〈昭和19年〉1月24日）は、明治から昭和時代戦前の政治家。大蔵官僚。朝鮮総督府官僚。埼玉県川越市長。

## 経歴
加賀国金沢に生まれる。朝田家に生まれ、のち寺尾家の養子となる。1889年（明治22年）英吉利法律学校を卒業。衆議院属、大蔵省属、韓国総税務司、関税局税関、朝鮮総督府税関各事務官などを経て1922年（大正11年）退官する。その後、東洋拓殖嘱託、同参事、満蒙毛織常務取締役などを務めた。
1927年（昭和2年）川越市長に就任。政争に巻き込まれ市会で不信任を突きつけられるが県により取り消し命令が下る。在任中は耕地整理組合の設立、常備消防署や体育協会の設置などに尽力した。

## 親族
- 二男 寺尾菊麿（アートディレクター）[2][3]